# Francesco Fontana (architetto)

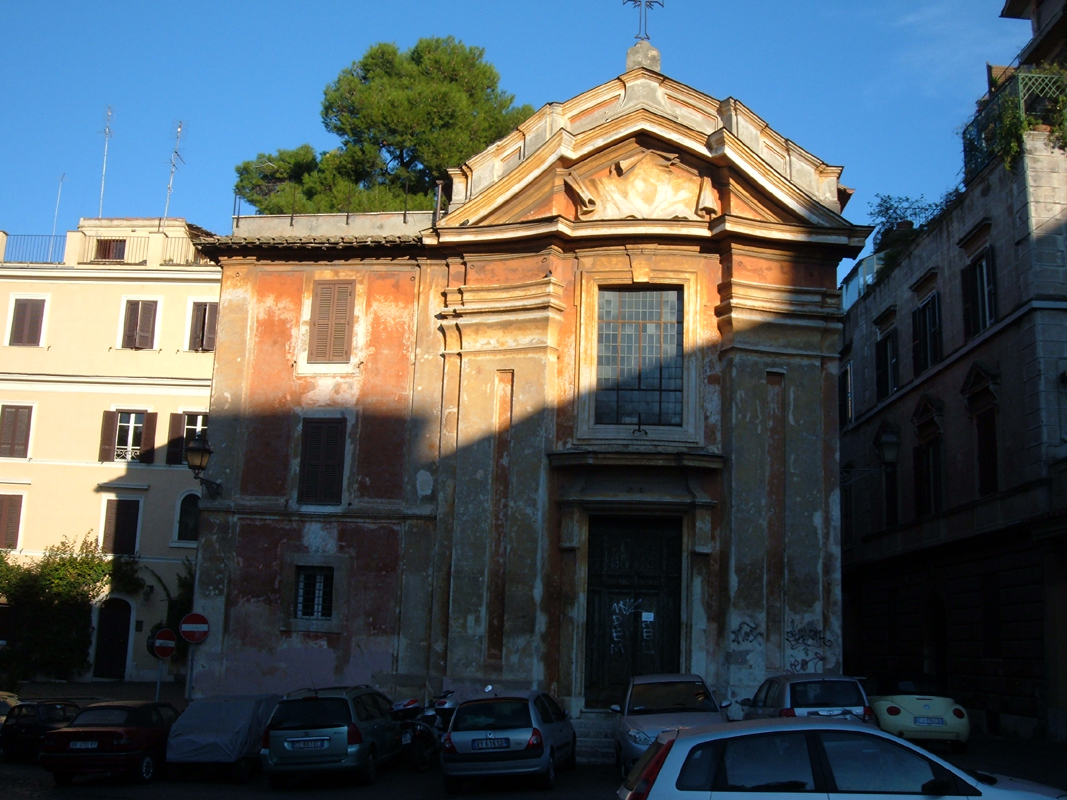
Facciata di Santa Maria della Neve al Colosseo

Francesco Fontana (Roma, 23 aprile 1668 – Castel Gandolfo, 3 luglio 1708) è stato un architetto e ingegnere italiano.

## Biografia
Figlio di Carlo, fu allievo e collaboratore del padre. Una delle prime opere fu la Cappella di San Gesualdo nella Cattedrale di Velletri, edificata tra il 1694 e il 1698 su commissione del cardinale Alderano Cibo. L'opera risente ancora degli influssi paterni. Abile ingegnere idraulico, nel 1695, divenne prefetto dell'Acqua Felice e pubblicò, dopo un anno, la Relazione sullo stato vecchio e nuovo della Acqua Felice. Nel 1695 redasse il progetto per il rifacimento della Chiesa di Santa Scolastica a Rieti, poi eseguito dalle maestranze di Antonio Maria Ravazzani. Nel 1695, su commissione dell'Ospizio Apostolico, trasformò il cosiddetto Tempio di Adriano in dogana.

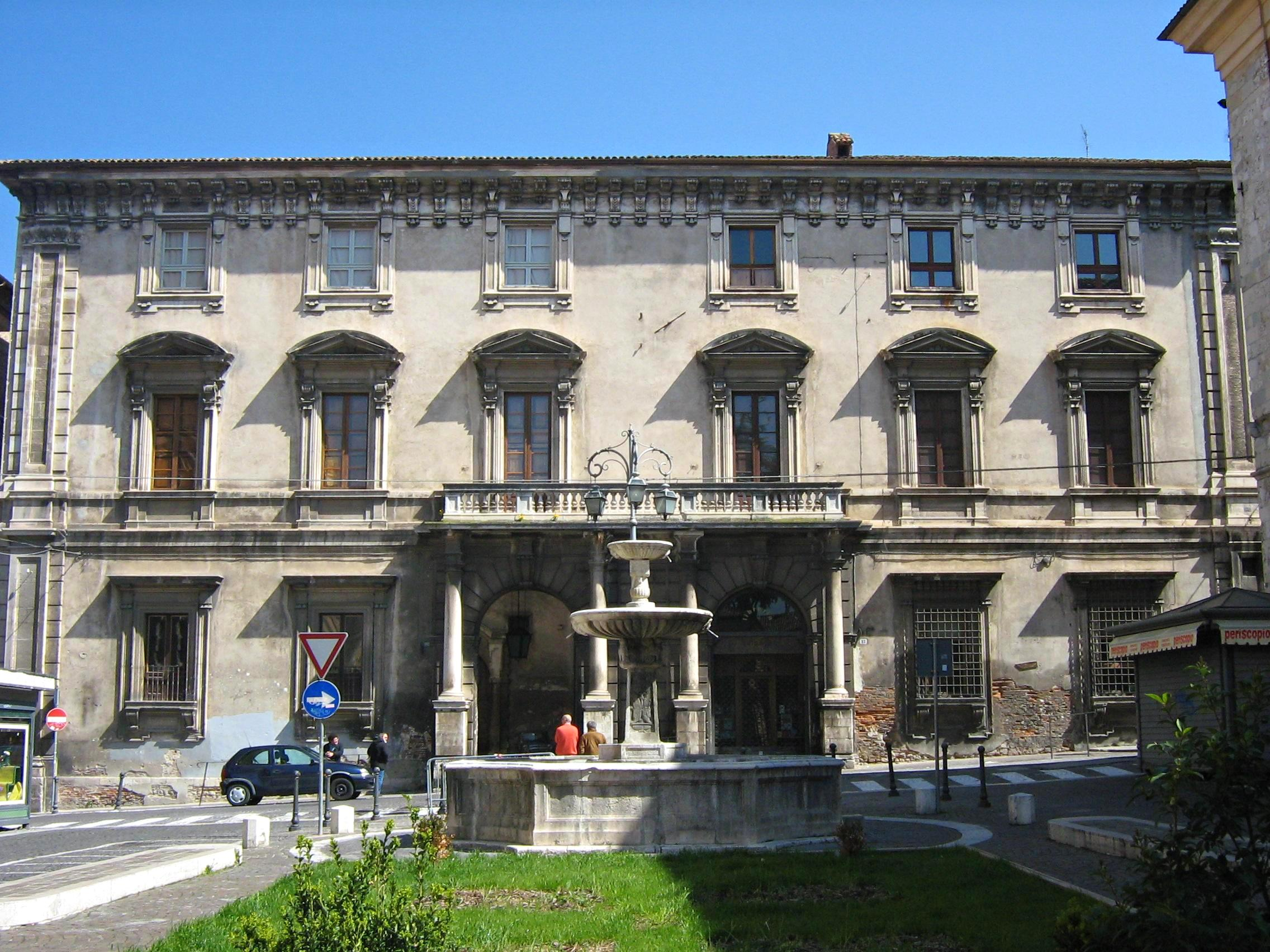
Palazzo Pica Alfieri, L'Aquila

Tra il 1696 e il 1699, su commisiione del cardinale Bandino Panciatichi, progettò il rifacimento del Palazzo Panciatichi a Firenze. Dal 1697 al 1701 lavorò nel transetto della Chiesa di San Salvatore in Lauro, senza poté completare l'intervento seguendo il progetto di Ottaviano Mascherino. Contemporaneamente ebbe la commissione dai benedettini di eseguire un progetto per l'Abbazia di Fulda, il progetto vincitore poi fu quello dell'architetto tedesco Johann Dientzenhofer; la planimetria della chiesa del Fontana era simile a quella della Basilica dei Santi XII Apostoli di Roma. 
Tra il 1701 e il 1705 fu operativo a Ravenna nella progettazione della Chiesa di Santa Maria del Suffragio. Nel 1705 progettò la volta ribassata della Basilica di San Pietro in Vincoli. Nel frattempo si occupò del rifacimento della Chiesa di Santa Maria della Neve al Colosseo, dove peraltro realizzò la facciata in stile borrominiano. Partecipò alla fondazione del Museo dei modelli della Fabbrica di San Pietro, egli restaurò anche il modello ligneo del progetto di Giuliano da Sangallo e della Cupola di Michelangelo. Lavorò al Cortile del Belvedere e al Giardino segreto, e come il padre fu accolto all'Accademia di San Luca. Francesco morì prematuramente nella sua abitazione di Castel Gandolfo nel 1708 e suo figlio Mauro continuò la tradizione familiare che si estinse proprio con quest'ultimo perché non ebbe figli.